# 물병자리 프시2
물병자리 프시2는 천구 적도 근처 물병자리 방향에 있는 항성이다.
프시2의 겉보기 등급은 4.4로 맨눈으로 볼 수 있다. 히파르코스 계획으로부터 얻은 시차 자료에 따르면 프시2까지의 거리는 약 400광년이다.
물병자리 프시2의 분광형은 B5 Vn으로 전형적인 B형 주계열성이다. 다만 분광형 끝에 붙은 'n'은 이 별이 빠르게 자전하는 도플러 효과 때문에 스펙트럼의 흡수선 폭이 넓어졌다는 뜻이다. 실제 프시2의 자전 속도는 초당 341킬로미터로 초당 2킬로미터가 채 안 되는 우리 태양보다 170배 이상 빠르게 회전하고 있다. B형 주계열성은 모든 면에서 우리 태양과 같은 G형 주계열성보다 더 크고, 뜨겁다. 프시2의 반지름은 태양의 4.6배, 유효 온도는 15212 켈빈이다.
프시2는 변광성 성질을 갖고 있는데 밝기 변동 주기는 1073일로 에리다누스자리 람다형 변광성 또는 주기성 비이형 별로 분류된다. 밝기의 진폭은 0.024 등급이다.